# Vierburen (streek)
Vierburen is het gebied in de provincie Groningen tussen de Spijkster Oudedijk (ten noordwesten hiervan) en het riviertje het Kleine Tjariet.
Het lag van oorsprong buitendijks. Dit is nog goed te zien aan het karakter van het landschap, dat bijzonder vlak is. In het gebied liggen geen echte dorpen, enkel enige groepjes van huizen met een eigen naam, zoals Vierhuizen, Tweehuizen en Polen.
Vierburen was ook de naam van het waterschap dat het gebied beheerde.

## Voor 1795
Vóór 1795 werd onder Vierburen het gebied van de dorpen Godlinze, Losdorp, Bierum en Spijk verstaan. Dit gebied vormde één rechtstoel en één waterstaatkundig verband, namelijk het Dijkrecht van de Vierburen. Het gebied waterde via het Spijkstermaar, Godlinzermaar en Oosterwijtwerdermaar uit in de richting van het Damsterdiep en de Drie Delfzijlen. Het buitendijkste gebied, dat na de Kerstvloed van 1717 werd ingedijkt, vormde het Dijkrecht van de Kadijk van de Vierburen.